# Сквер імені Сабіра
Сквер імені Сабіра - один зі скверів міста Баку, столиці Азербайджану. Розташований в Сабаілском районі міста. Носить ім'я азербайджанського поета-сатирика Мірзи Алекпера Сабіра. З південного боку сквер обмежений фортечною стіною старої частини міста - фортеці Ичери-шехер, з північного боку - вулицею Істіглаліят, на схід - будівлею Конституційного суду, з західної - будівлею президії Академії наук Азербайджану, більш відомому як Ісмаїлія. У сквері також стоїть пам'ятник поетові.

## Історія
Сквер был разбит в 1922 году[1] по проекту архитектора Г. Алескерова[2] на месте типографии «Каспий»[3] и положил начало озеленению этого участка города[1].
Формування скверу проходило поетапно. У тому ж 1922 році в сквері поблизу від середньовічної стіни був встановлений пам'ятник Сабиру (скульптор Яків Кейліхіс, архітектор Я. Сиріщев). У 1950-ті роки сквер значно розширився і територія його була додатково упорядкована і озеленена. Нова структура озеленення, а також вид, який відкрився на фортечну стіну, посилили архітектурно-художній вигляд всього простору. У зв'язку з цим виникла необхідність у створенні нового пам'ятника поетові, який і був встановлений в 1958 році (скульптор Джалал Карягди, архітектори Г. Алізаде і Е. Ісмайлов) в центрі планувальної композиції скверу [2].
Історичні пам'ятки архітектури, що знаходяться в оточенні скверу, також є важливим компонентом. Досягненню характерного архітектурно-ландшафтного образу скверу сприяли і проведені з озеленення та благоустрою реконструктивні заходи [2].